# Torneo de ajedrez de Carlsbad de 1929

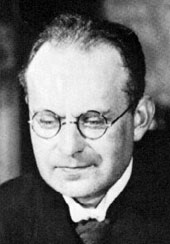
Aron Nimzowitsch

El torneo de ajedrez de Carlsbad de 1929 fue uno de los cuatro conocidos torneos internacionales de ajedrez que se celebraron en la ciudad balneario de Carlsbad (Bohemia, entonces Checoslovaquia). Los otros tres torneos se celebraron los años 1907, 1911 y 1923.
El torneo de 1929 se celebró en el hotel balneario imperial de Kurhaus. Veintidós maestros, bajo la dirección de Viktor Tietz, participaron en el mismo entre el 30 de julio y el 28 de agosto de 1929. El entonces campeón del mundo, Alexander Alekhine, no jugó, pero escribió seis artículos para The New York Times durante el torneo. La campeona del mundo femenina, Vera Menchik, sí participó. El ritmo de juego era de 30 movimientos en dos horas, seguidos de 15 por hora adicional. El primer premio fue de 20 000 coronas, aproximadamente unas 125 libras esterlinas de la época.
Rudolf Spielmann comenzó de manera excelente, con 9/10; Capablanca llegó a la primera plaza en la decimotercera jornada, pero Aron Nimzowitsch alcanzó el liderazgo en solitario justo en la última ronda.
El cuadro de resultados y clasificación fue el siguiente:
| #  | Jugador                               | 1 | 2 | 3 | 4 | 5 | 6 | 7 | 8 | 9 | 10 | 11 | 12 | 13 | 14 | 15 | 16 | 17 | 18 | 19 | 20 | 21 | 22 | Total |
| -- | ------------------------------------- | - | - | - | - | - | - | - | - | - | -- | -- | -- | -- | -- | -- | -- | -- | -- | -- | -- | -- | -- | ----- |
| 1  | Aron Nimzowitsch (Dinamarca)          | x | ½ | 1 | ½ | ½ | 1 | 1 | 1 | ½ | ½  | 1  | 1  | ½  | ½  | ½  | 1  | 0  | 1  | ½  | 1  | ½  | 1  | 15.0  |
| 2  | José Raúl Capablanca (Cuba)           | ½ | x | 0 | ½ | 1 | ½ | ½ | ½ | ½ | ½  | 1  | ½  | 1  | 1  | 1  | 0  | 1  | 1  | 1  | 1  | ½  | 1  | 14.5  |
| 3  | Rudolf Spielmann (Austria)            | 0 | 1 | x | 0 | ½ | ½ | ½ | ½ | 1 | 0  | ½  | ½  | 1  | 1  | 1  | 1  | ½  | 1  | 1  | 1  | 1  | 1  | 14.5  |
| 4  | Akiba Rubinstein (Polonia)            | ½ | ½ | 1 | x | ½ | ½ | ½ | ½ | 1 | 1  | 1  | ½  | ½  | ½  | 1  | ½  | ½  | 1  | ½  | 0  | ½  | 1  | 13.5  |
| 5  | Albert Becker (Austria)               | ½ | 0 | ½ | ½ | x | 1 | 1 | 1 | 0 | 0  | 1  | ½  | ½  | ½  | ½  | ½  | 1  | ½  | 1  | 1  | ½  | 0  | 12.0  |
| 6  | Milan Vidmar (Reino de Yugoslavia)    | 0 | ½ | ½ | ½ | 0 | x | 1 | ½ | ½ | ½  | ½  | 1  | ½  | 1  | 0  | ½  | ½  | 0  | 1  | 1  | 1  | 1  | 12.0  |
| 7  | Max Euwe (Países Bajos)               | 0 | ½ | ½ | ½ | 0 | 0 | x | ½ | ½ | 1  | ½  | ½  | ½  | 1  | 1  | ½  | ½  | 1  | ½  | ½  | 1  | 1  | 12.0  |
| 8  | Efim Bogoljubow (Alemania)            | 0 | ½ | ½ | ½ | 0 | ½ | ½ | x | ½ | ½  | ½  | 0  | 0  | 1  | 1  | 1  | 1  | 0  | ½  | 1  | 1  | 1  | 11.5  |
| 9  | Ernst Grünfeld (Austria)              | ½ | ½ | 0 | 0 | 1 | ½ | ½ | ½ | x | ½  | ½  | ½  | 1  | 0  | ½  | 0  | 1  | ½  | 1  | ½  | 1  | ½  | 11.0  |
| 10 | Esteban Canal (Perú)                  | ½ | ½ | 1 | 0 | 1 | ½ | 0 | ½ | ½ | x  | 1  | ½  | 0  | 0  | ½  | ½  | 0  | 1  | 0  | ½  | 1  | 1  | 10.5  |
| 11 | Hermanis Matisons (Letonia)           | 0 | 0 | ½ | 0 | 0 | ½ | ½ | ½ | ½ | 0  | x  | 1  | 1  | 1  | 0  | 1  | 1  | 1  | ½  | 0  | ½  | 1  | 10.5  |
| 12 | Savielly Tartakower (Polonia)         | 0 | ½ | ½ | ½ | ½ | 0 | ½ | 1 | ½ | ½  | 0  | x  | ½  | ½  | ½  | ½  | ½  | ½  | ½  | ½  | ½  | 1  | 10.0  |
| 13 | Géza Maróczy (Hungría)                | ½ | 0 | 0 | ½ | ½ | ½ | ½ | 1 | 0 | 1  | 0  | ½  | x  | 0  | 0  | 0  | 1  | ½  | 1  | 1  | ½  | 1  | 10.0  |
| 14 | Edgard Colle (Bélgica)                | ½ | 0 | 0 | ½ | ½ | 0 | 0 | 0 | 1 | 1  | 0  | ½  | 1  | x  | 1  | ½  | 1  | 0  | ½  | 0  | 1  | 1  | 10.0  |
| 15 | Karel Treybal (Checoslovaquia)        | ½ | 0 | 0 | 0 | ½ | 1 | 0 | 0 | ½ | ½  | 1  | ½  | 1  | 0  | x  | ½  | ½  | 0  | 1  | 1  | ½  | 1  | 10.0  |
| 16 | Friedrich Sämisch (Alemania)          | 0 | 1 | 0 | ½ | ½ | ½ | ½ | 0 | 1 | ½  | 0  | ½  | 1  | ½  | ½  | x  | ½  | 0  | ½  | ½  | 1  | 0  | 9.5   |
| 17 | Frederick Yates (Inglaterra)          | 1 | 0 | ½ | ½ | 0 | ½ | ½ | 0 | 0 | 1  | 0  | ½  | 0  | 0  | ½  | ½  | x  | 1  | ½  | ½  | 1  | 1  | 9.5   |
| 18 | Paul Johner (Suiza)                   | 0 | 0 | 0 | 0 | ½ | 1 | 0 | 1 | ½ | 0  | 0  | ½  | ½  | 1  | 1  | 1  | 0  | x  | ½  | 0  | ½  | 1  | 9.0   |
| 19 | Frank James Marshall (Estados Unidos) | ½ | 0 | 0 | ½ | 0 | 0 | ½ | ½ | 0 | 1  | ½  | ½  | 0  | ½  | 0  | ½  | ½  | ½  | x  | 1  | 1  | 1  | 9.0   |
| 20 | Karl Gilg (Checoslovaquia)            | 0 | 0 | 0 | 1 | 0 | 0 | ½ | 0 | ½ | ½  | 1  | ½  | 0  | 1  | 0  | ½  | ½  | 1  | 0  | x  | ½  | ½  | 8.0   |
| 21 | George Alan Thomas (Inglaterra)       | ½ | ½ | 0 | ½ | ½ | 0 | 0 | 0 | 0 | 0  | ½  | ½  | ½  | 0  | ½  | 0  | 0  | ½  | 0  | ½  | x  | 1  | 6.0   |
| 22 | Vera Menchik (Checoslovaquia)         | 0 | 0 | 0 | 0 | 1 | 0 | 0 | 0 | ½ | 0  | 0  | 0  | 0  | 0  | 0  | 1  | 0  | 0  | 0  | ½  | 0  | x  | 3.0   |
Nimzowitsch esperaba ser el próximo aspirante a la corona mundial, y así lo expresó. Sin embargo, Alekhine le ganó de forma clara los torneos de San Remo de 1930 y Bled de 1931.